# Tanc Churchill
Tancul Churchill a fost un tanc greu britanic folosit de către Armata britanică în timpul celui de-al Doilea Război Mondial în scopul sprijinirii tactice a infanteriei în luptă. Tancul este cel mai cunoscut după blindajul greu, șasiul larg și pentru faptul că a fost transformat în multe vehicule cu destinație specială. A fost unul din cele mai grele tancuri din război. 
Originile proiectării rezidă din ideea, că britanicii se așteptau ca și acest război să fie purtat în condiții similare cu condițiile din Primul Război Mondial, unde va fi necesară capacitatea tancurilor de a se deplasa pe teren accidentat. Construcția tancului a fost grăbit de pericolul iminent de debarcare a germanilor, care impunea construirea rapidă a unui număr suficient de tancuri pentru a împinge înapoi invazia germană.  
Primele exemplare aveau greșeli de proiectare, care până la intrarea tancului în producția de masă, au fost depășite. După câteva versiuni s-a ajuns la versiunea Mark VII care avea un blindaj mai gros, astfel că această variantă a intrat în serviciu.
Tancul Churchill a fost folosit de britanici țările din Commonwealth în luptele din Africa de Nord, Italia și Europa de nord-vest, dar multe au fost trimise și sovieticilor.

## Utilizatori
- Uniunea Sovietică
- Canada
- Irlanda

- Polonia

- Regatul Unit